# Udo (Pribignew)
Udo, även kallad Pribignew, död 1028, var regerande furste av obotriternas konfederation ur nakonidernas dynasti mellan 1018 och 1028.
Han var son till Mstivoj (död 995). Han kallas av Adam av Bremen för en "dålig kristen". Hans egentliga makt tycks ha varit begränsad till endast en del av obotriternas stammar. Han avsattes och dödades och ersattes av Ratibor (Ratse). 